# Yaki Kadafi
Pour les articles ayant des titres homophones, voir Kadhafi (homonymie).
Yaki Kadafi, de son vrai nom Yafeu Fula (9 octobre 1977 à Irvington, dans le New Jersey – 10 novembre 1996 à East Orange, dans le New Jersey), est un rappeur américain, membre du groupe Outlawz aux côtés de Tupac Shakur. Le 10 novembre 1996, Kadafi succombe à une blessure par balle.

## Biographie

### Carrière
Yaki Kadafi est le fils de Sekou Odinga, un membre de la Black Liberation Army condamné en 1983 à une peine d'emprisonnement à perpétuité. Son père et sa mère, Yaasmyn Fula, étaient membres des Black Panther Party. Kadafi grandit aux côtés de Tupac « 2Pac » Shakur. À l'incarcération de Tupac pour agression sexuelle en 1995, Kadafi lui rendait quotidiennement visite et c'est lors de ces visites que les deux rappeurs conçoivent l'idée de fonder le groupe The Outlawz.
Kadafi commence le rap dans un groupe, The Plague, managé par les futurs Fugees qu’il quittera plus tard. En 1992, ceux qui deviendront plus tard Kastro et E.D.I., et lui-même, forment un trio. À l'époque, le nom de scène de Fula est Young Hollywood, et le trio adopte plusieurs noms comme Thoro Headz ou The Young Thugz. En 1994, le futur Napoleon est recruté par Fula pour rejoindre le groupe. Le 1er avril 1995, ces deux derniers font leurs débuts sur les titres Outlaw et Me Against the World, sur l’album Me Against the World de 2Pac. À la publication de Me Against the World, 2Pac est en prison au pénitencier de Rikers Island pour abus sexuel. Fula a l’habitude de venir le voir et un jour, il amène avec lui son ami de lycée, Bruce Washington (Hussein Fatal). 2Pac promet à Kadafi que lorsqu'il sortira de prison, il l’emmènera avec lui en Californie et le rendra célèbre. Le 12 octobre 1995, le patron de Death Row, Suge Knight, avec l’appui d’Interscope Records et de Time Warner, paie les 1,4 million de dollars pour faire sortir 2Pac de prison et il signe un contrat de deux albums avec lui. 2Pac commence alors l’enregistrement de son futur double album All Eyez on Me. 
Fula, E.D.I., Kastro, Hussein Fatal, Napoleon, Mussolini, Komani et 2Pac forment les Outlawz. 2Pac donne à tous des noms de personnages politiques détestés par les Américains et donne à Young Hollywood celui de Kadafi en référence au colonel libyen Mouammar Kadhafi. Le 13 février 1996, All Eyez on Me sort et Kadafi rappe sur All Bout U et When We Ride. Il fait aussi une apparition sur le single Hit 'Em Up. Sur ce morceau, ils dénigrent violemment Bad Boy Records, The Notorious B.I.G., The Fugees, Mobb Deep, Chino XL ou encore les Junior M.A.F.I.A.. Le groupe recrute également Young Noble qui fait ses débuts sur The Don Killuminati: The 7 Day Theory, l’album de 2Pac publié le 5 novembre 1996, 53 jours après la mort du Pac.

### Décès
À la suite de l'assassinat de Tupac Shakur le 7 septembre 1996 à Las Vegas, Fula retourne vivre dans le New Jersey. Le 10 novembre, après avoir rendu visite à sa petite-amie à Orange, dans le New Jersey, un inconnu lui tire une balle dans la tête et le laisse pour mort. Selon le Las Vegas Sun, la police le découvre inanimé à 3 h 48 du matin sur le sol du hall de son appartement. Admis à l’University Hospital, il meurt durant l’après-midi, âgé de seulement 19 ans. 
En 1999, les Outlawz publient un album chez Death Row, Still I Rise, sur lequel Fula est également présent avec Makaveli the Don. L’identité de son meurtrier resta longtemps un mystère, jusqu’à ce que les Outlawz se fassent interviewer par le magazine The Source et ensuite reprit sur Bookska.fr. Napoleon déclare que c’était son cousin qui l’avait tué accidentellement. Selon lui, ils étaient ivres et jouaient avec une arme lorsque la détente fut pressée involontairement. L'affaire reste, pour certains dont la police ayant enquêtée sur sa mort, mystérieuse car Kadafi avait déclaré être capable d'identifier le conducteur de la Cadillac blanche du meurtrier de 2Pac. Kadafi est présent en featuring dans tous les albums posthumes de 2Pac dont "The Don Killuminati" selon 2paclegacy.net.

## Discographie

### Collaborations
- 1995 : Me Against the World (album de 2Pac)
- 1996 : All Eyez on Me (album de 2Pac)
- 1996 : The Don Killuminati: The 7 Day Theory (album posthume de Makaveli)
- 1997 : R U Still Down? (Remember Me) (album posthume de 2Pac)
- 1998 : Greatest Hits (album posthume de 2Pac)
- 1999 : Still I Rise (album d'Outlawz)
- 2001 : Until the End of Time (album posthume de 2Pac)
- 2002 : Better Dayz (album posthume de 2Pac)
- 2003 : Resurrection (album posthume de 2Pac)
- 2006 : Pac's Life (album posthume de 2Pac)